# Soma Morgenstern
Soma Morgenstern (geboren am 3. Mai 1890 in Budzanów, Ostgalizien, Österreich-Ungarn; gestorben am 17. April 1976 in New York City), eigentlich Salomo Morgenstern, war ein vorwiegend deutsch schreibender jüdischer Schriftsteller und Journalist österreichischer Herkunft und seit 1946 Bürger der USA.

## Kindheit in Galizien
Salomo Morgenstern wurde als jüngstes Kind des Abraham Morgenstern (geboren am 4. März wohl 1858; gestorben 1910) und der Sara „Sali“, geborene Schwarz (geboren am 4. Dezember 1859; gestorben am 22. Dezember 1942), geboren. Seine Geschwister waren Klara (1880–1953), Helena (1882–1942), Moses (1885–1939) und Samuel, genannt „Schmelkele“ (1888–1915). Der Vater war ein frommer Chassid und besaß auch die Rabbiner-Autorisation. Er arbeitete zunächst als Händler, später als Gutsverwalter und Gutspächter in der Umgebung von Tarnopol. Die Familiensprache war Jiddisch, die jüdischen Riten wurden auch im Alltag eingehalten.
Salomo wurde am 3. Mai 1890 im Elternhaus der Mutter in Budzanów bei Trembowla geboren. Alle Geschwister Salomos wurden im Haus der wohlhabenden Familie seiner Mutter geboren. In welchem Dorf er seine ersten Lebensjahre verbrachte, ist nicht genau bekannt. 1895/1896 verlebte die Familie in Loszniów, rund 25 km von Budzanów, wo Salomo den Cheder und die ukrainische Volksschule besuchte. 1898 erfolgte der Umzug nach Dobropolje, später nach Burkanów. Ab 1904 besuchte Salomo das polnische Gymnasium in Tarnopol, wo er zunächst zwei Jahre lang beim Tischler Grinberg wohnte und die Familie nur in den Ferien besuchte.
In Tarnopol wurde sein Interesse an Literatur geweckt. Er besorgte sich ein Abonnement einer Leihbibliothek in Lemberg, um zu Lektüre zu gelangen. Mit Reclam-Büchern entdeckte er die Liebe zur Deutschen Sprache, die zunächst nur eine unter vielen war. Neben seiner Muttersprache Jiddisch beherrschte er auch Ukrainisch und Polnisch, in der Schule lernte er auch Englisch und Französisch. Deutsch lernte er wie seine Geschwister auf Wunsch des Vaters: „Du kannst lernen was immer – wenn Du Deutsch nicht kannst, bist Du kein gebildeter Mensch.“ Ein Zahnarztbesuch 1908 in Lemberg bescherte ihm seinen ersten Theaterbesuch, wo er das Stück Sedziowie (Die Richter) von Stanisław Wyspiański sah. Daraufhin beschloss er eigenen Angaben zufolge, Theaterkritiker zu werden. Seine Lektüre brachte ihn aber auch in einen inneren Zwiespalt zwischen der westlich-europäischen und der jüdischen Kultur. Von größerem Einfluss waren dabei Ludwig Büchners Kraft und Stoff (1855), Friedrich Albert Langes Geschichte des Materialismus (1866) und Wilhelm Wundts Einleitung in die Philosophie (1907). Für kurze Zeit zog er in Tarnopol zu einer Fleischhauerfamilie, deren Sohn er gegen Kost und Logis Nachhilfe erteilte, sehr zum Unwillen seines Vaters. Kurze Zeit später zog er dann mit demselben Arrangement zu entfernten Verwandten. Zusätzlich zum Gymnasium besuchte er auch eine hebräische Schule, unter deren Einfluss er sich vom Jiddischen abwendete. 1909 lernte er bei einer Konferenz zionistischer Mittelschüler Joseph Roth kennen, der jedoch erst Jahre später zu seinem Freund werden sollte. Ein Freund aus dieser Zeit war jedoch der spätere Komponist Karol Rathaus, dem er bis zu dessen Tod freundschaftlich verbunden blieb.
Der Tod seines Vaters 1910, der an den Spätfolgen eines Reitunfalls starb, beendete Salomos religionskritische Phase. In der Folge sollte er stets bemüht sein, ein guter jüdischer Sohn zu sein: „Mein Vater war viel gütiger als Mutter […]. Er brauchte aber nicht strenge zu sein. Seine Dignität allein genügte. Er hatte die menschlichste Art der Würde, der ich je begegnet bin. Es war eine angeborene sowohl als eine „überlieferte“ Würde, persönlich humanisiert durch Humor und Anmut.“ (Amerikanisches Tagebuch, Eintrag vom 15. April 1949.)

## Studium und Kriegsdienst
Im September 1912 ging Morgenstern nach Wien, um, wie er es dem Vater versprochen hatte, Jura zu studieren. Er besuchte jedoch auch viele geisteswissenschaftliche Vorlesungen. In Heinrich Gomperz’ Vorlesung Einführung in die Philosophie traf er wieder mit Joseph Roth zusammen, mit dem er ab 1916 ständig in Kontakt blieb. Im Herbst 1913 ging er für ein Jahr an die Universität Lemberg, kehrte dann wieder nach Wien zurück. Während der Sommerferien 1914, als er zu Besuch bei seiner Familie in Galizien war, brach der Erste Weltkrieg aus. Er musste mit Mutter und Schwester unvorbereitet vor der anrückenden russischen Front fliehen, wobei die Familie ihr gesamtes Hab und Gut verlor. Am 17. September war die Familie nach sechs Wochen Flucht in Wien angekommen.
Am 15. Februar 1915 rückte Morgenstern beim Infanterieregiment Nr. 15, dem Tarnopoler Hausregiment, ein, das nun in Wildon in der Steiermark stationiert war. Die meiste Zeit des Krieges war er als Pferdekäufer in Serbien und Ungarn stationiert. Ab Mitte 1918 war er wieder in Wien und bekleidete bei Kriegsende den Rang eines Leutnants der Reserve. Aufgrund des Zerfalls der österreichisch-ungarischen Monarchie wurde Morgenstern jetzt polnischer Staatsbürger. Es sollte bis 1929 dauern, bis er die gewünschte österreichische Staatsbürgerschaft bekommen sollte. Er setzte an der Universität Wien sein Studium fort und wurde 1921 zum Dr. jur. promoviert. Im selben Jahr besuchte er mit seinem Jugendfreund Karol Rathaus seine galizische Heimat. Es sollte der letzte Besuch bleiben.

## Literarische Anfänge
Morgenstern, der sich jetzt Soma nannte, strebte zunächst eine Laufbahn als Bühnenautor an. 1920 übertrug er Wyspianskis Versdrama Die Richter ins Deutsche, 1921/22 verfasste er das Drama Er und Er, 1922/23 Im Dunstkreis. Er fand jedoch keinen Verleger für die Stücke, sie hatten auch keine Chance auf Aufführung. In diese Zeit fiel auch der Beginn seiner Freundschaft zu Alban Berg, den er am 24. September 1920 durch Zufall kennenlernte, mit dem ihn außer der Liebe für Musik und Literatur auch die gemeinsame Begeisterung für Fußball verband. Nur Bergs Begeisterung für Karl Kraus konnte er nicht teilen. Aber er gestand Kraus zu, der Herausgeber der „geistreichsten, stets aufrichtigen und nicht zuletzt äußerst amüsanten Zeitschrift [zu sein]. […] Was er über die Übel der Justiz, über die Skandale in den Gerichtssälen, über die Plage der Justizmorde in der „Fackel“ geschrieben hat, gehört zu den Meisterwerken der Kulturkritik.“
Auch die Freundschaft mit Joseph Roth entwickelte sich erst ab dem Kriegsende so richtig. Trotz der Freundschaft behielt er jedoch stets eine durchaus differenzierte Einstellung zu Roths Werk bei. Er hielt ihn zwar für einen „großartigen Schilderer“, aber für einen „durchschnittlichen Erzähler“. Er bevorzugte eindeutig Roths Reportagen und Feuilletons vor dessen Romanen und lehnte auch dessen monarchistisch-katholizierendes Spätwerk ab. Ebenso durchschaute er dessen Selbstinszenierung als „heiliger Trinker“. Ein Streit um ein angebliches Plagiat Roths gegenüber Morgenstern sollte zu einem Abbruch des Kontakts von 1934 bis 1937 führen, bis schließlich über Vermittlung Stefan Zweigs eine Versöhnung zustande kam.
1924 lernte er in Wien Ingeborg von Klenau kennen, die Tochter des dänischen Dirigenten Paul von Klenau. Sie war die Nichte des Herausgebers der Frankfurter Zeitung, Heinrich Simon. Morgenstern veröffentlichte 1924 erste journalistische Arbeiten, da er einen Broterwerb brauchte. Seine erste Arbeit war Franz Kafka zum Gedächtnis, die am 1. August 1924 im Berliner Tageblatt erschien. Er veröffentlichte auch in Die Literatur und in der Vossischen Zeitung. 1926 ging er nach Berlin, da dort die Verdienstmöglichkeiten wesentlich besser waren. Auch wechselte er auf Vermittlung seiner Freundin zur Frankfurter Zeitung. 1927 ging er für ein Jahr nach Frankfurt in die Redaktion der Frankfurter, bevor er 1928 als Kulturkorrespondent der Zeitung nach Wien zurückkehrte. Hier heiratete er am 4. Juli 1928 Ingeborg von Klenau.
Morgensterns Artikel waren wenig journalistisch. Er schrieb aus der Perspektive des persönlichen Beobachters. Seine Reiseberichte konzentrierten sich auf einzelne Szenen und Beobachtungen. Nur in seinen Musikkritiken schlüpfte er in die klassische Rolle des Journalisten.
Zu Morgensterns Freundeskreis gehörte ab den späten 20er Jahren neben den bereits erwähnten auch der Geiger Rudolf Kolisch, der Pianist Eduard Steuermann, Hanns Eisler, Anton Webern, Otto Klemperer, Jascha Horenstein, Robert Musil, der Architekt Josef Frank und Karl Tschuppik. Alma Mahler-Werfel war eine gute Freundin, für Ernst Bloch war er sogar Trauzeuge. Er verkehrte hauptsächlich im Café Museum.
Sein Sohn Dan Michael wurde am 24. Oktober 1929 geboren.
Der Sohn des verlorenen Sohnes
1930 begann Morgenstern mit dem ersten Band seiner Romantrilogie Funken im Abgrund, die ihn bis 1943 beschäftigen sollte. Angeregt wurde er dazu durch einen Besuch bei der Wiener Konferenz der Agudas Jisroel von 1929, einer jüdischen Organisation, die sich strikt gegen die Assimilation aussprach. Den ersten Band beendete er 1934 in Paris, wo er sich einige Monate aufhielt. Der Band erschien 1935 unter dem Titel Der Sohn des verlorenen Sohnes im Berliner Erich Reiß Verlag und wurde im ersten Jahr in 4000 Exemplaren verkauft, obwohl er in Deutschland nur an Juden verkauft werden durfte. Lob kam von Stefan Zweig und von Hermann Hesse, der den Roman auch in der Neuen Zürcher Zeitung besprach. Lob kam auch von Robert Musil, Joseph Roth, Gershom Scholem, Ernst Křenek, Siegfried Kracauer und Walter Benjamin. Auch die gedruckten Rezensionen waren positiv, in den deutschen und österreichischen Blättern wurde der Roman jedoch ignoriert.
Handlung: Alfred ist der junge Sohn von Josef, bekannt als Jossele, der das galizische Dorf, seine Familie wohlhabender Landbesitzer, und Welwel, den geliebten jüngeren Bruder, aus Liebe und zum Studium an der Universität Wien verlassen hat. Sein Wunsch, gegen den Willen des Vaters das Gymnasium zu besuchen, war bereits der erste gefährliche Schritt in Richtung Emanzipation und Assimilation, der in der Heirat mit der schönen Fritzi, einer Wienerin aus vorzüglichem Hause, gipfelt. Allerdings hatte der Vater der Braut die Bedingung gestellt, dass der Verlobte, ein galizischer Jude, zumindest getauft sein müsse. Dies hätte einen Abbruch der Beziehungen zur Herkunftsfamilie bedeutet, für die Getaufte als tot gelten, für immer aus dem kollektiven Gedächtnis gelöscht. Das Glück der Eheleute ist nur von kurzer Dauer, denn der junge Josef stirbt zu Beginn des Ersten Weltkriegs. Als Alfred, „der Sohn des verlorenen Sohnes“, neunzehn Jahre alt ist, entdeckt er die Bedeutung des Judentums; dies dank Welwel, dem Bruder seines Vaters, der nach Wien gekommen ist, um ihn zu treffen und seine Bekanntschaft zu machen. „So ist die Seele des Mannes Josef vierzehn Jahre nach seinem Tod in der Seele seines Sohnes Alfred auferstanden“, sagt Welwel. Alfred interessiert sich für alles Jüdische und nimmt am Agudas-Jisroel-Kongress teil. Nachdem er seinen Onkel getroffen hat, beschließt er, Wien zu verlassen und in das Dorf seines Vaters (Dobropolje in Podolien) zu gehen. Hier entscheidet er sich, die Tradition und den jüdischen Namen seines Urgroßvaters anzunehmen. „Und dann werde ich Sussja sein. Wenn sie mich anrufen, um die Thora zu lesen, kann ich nicht Alfred sein. Nennt mich ab jetzt alle Sussja“. Mit diesen Worten endet das Buch.
Im August 1933 war Morgenstern als Folge der von den Nazis praktizierten Diskriminierung und Verfolgung von Juden von der Frankfurter Zeitung entlassen worden. Seine finanzielle Situation danach war prekär, er versuchte, sich mit gelegentlichen journalistischen Arbeiten für andere Zeitungen über Wasser zu halten. Die Flucht ins Ausland bereitete Schwierigkeiten, denn die Tantiemen durften nicht ins Ausland transferiert werden.

## Flucht und Exil in Paris

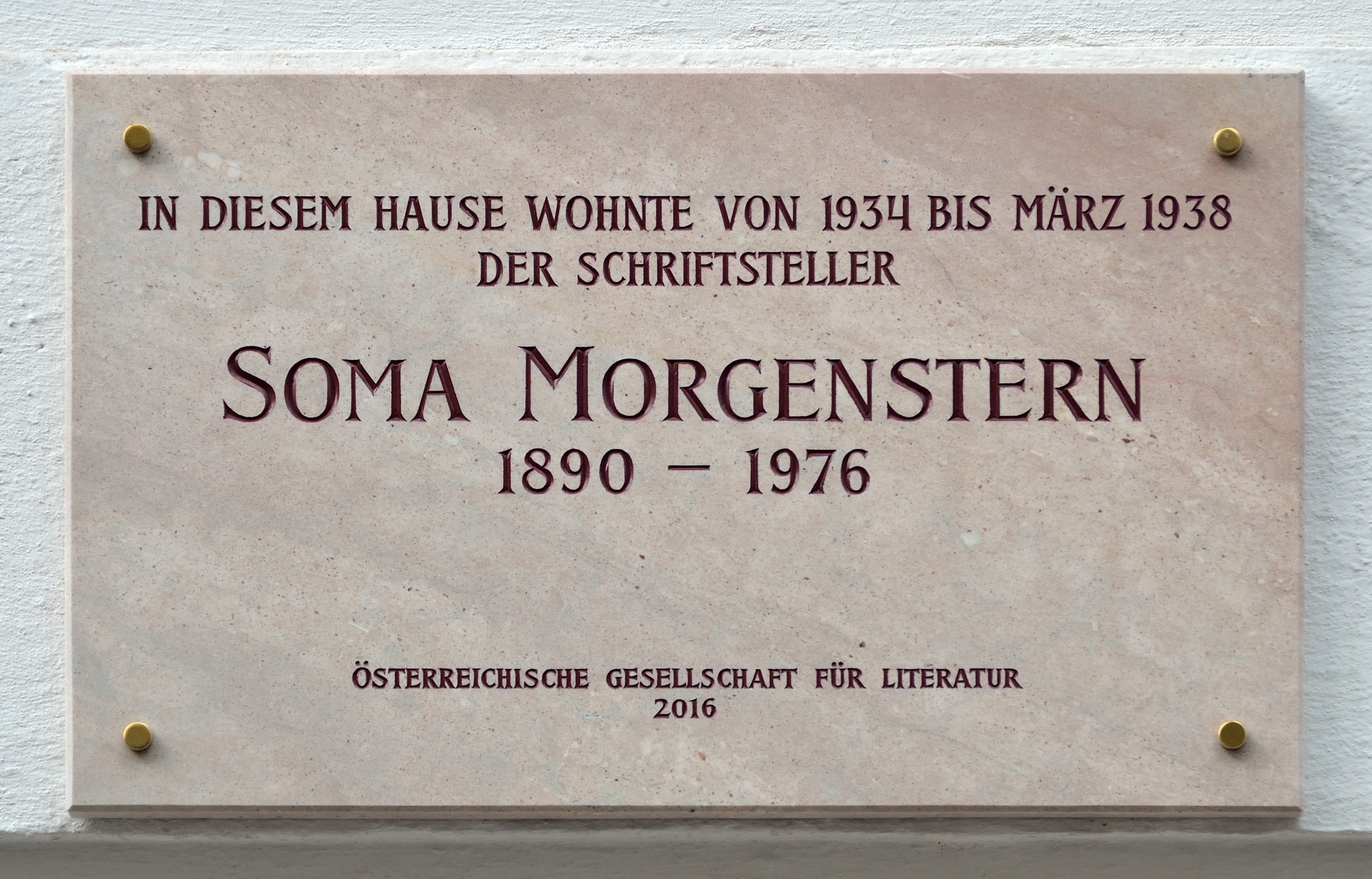
Gedenktafel in der Belvederegasse 10 in Wien-Wieden

Im März 1938 floh er gerade noch rechtzeitig am Tag des Anschlusses aus Österreich und ging nach Paris. Frau und Kind blieben in Wien zurück, da Dan Scharlach hatte. Als konfessionslose Tochter eines nichtjüdischen Dänen war Ingeborg auch relativ wenig gefährdet. Im August 1938 ging sie mit dem Kind nach Kopenhagen, 1943 nach Schweden. Morgenstern hatte bei der Flucht praktisch seine gesamten Manuskripte verloren und versuchte, die Bände zwei und drei der Trilogie, die schon weit gediehen waren, zu rekonstruieren. Für den zweiten Teil erhielt er von der American Guild for German Cultural Freedom ein Arbeitsstipendium von 30 US-Dollar monatlich, von gelegentlicher Unterstützung durch Joseph Roth abgesehen sein einziges Einkommen in dieser Zeit.
In Paris wohnte er wie auch Joseph Roth im Hôtel de la Poste, Rue de Tournon 18. Im Mai 1939 kam seine Frau mit dem Sohn auf Besuch, das letzte Zusammensein bis 1947. Mit dem Ausbruch des Zweiten Weltkrieges wurde Morgenstern als österreichischer Staatsbürger zum feindlichen Ausländer. Am 22. September 1939 wurde er im Camp des étrangers au Stade Olympique Yves-du-Manoir in Colombes interniert und im Oktober in ein Lager in Montargis, Département Loiret, verlegt. Hier erreichte ihn die Nachricht, dass sein Bruder Moses im Konzentrationslager gestorben war. Am 14. Dezember erhielt er eine Aufenthaltserlaubnis für Paris, wo er sich sofort um ein Visum für die USA bemühte.
Nach Beginn des deutschen Frankreichfeldzuges wurde Morgenstern abermals interniert. Am 22. Mai 1940 wurde er in das Stade Buffalo gebracht, am 3. Juni per Güterzug und Bus nach Audierne in der Bretagne gebracht, zusammen mit rund 600 weiteren Österreichern und Deutschen. Über dieses Lager gibt es auch Berichte von Leo Lania, Leonhard Frank, Balder Olden und Artur Rosenberg. Nach der französischen Niederlage, aber noch vor Eintreffen der deutschen Truppen konnten am 20. Juni viele Internierte fliehen, Morgenstern blieb jedoch zurück, da er zu diesem Zeitpunkt Beruhigungsmittel genommen hatte. Er konnte jedoch am Tag nach der Übernahme des Lagers durch die deutsche Wehrmacht, am 21. Juni, entkommen. Nach vier Wochen Flucht erreichte er am 27. Juli Toulouse, wo er am polnischen Konsulat einen Pass bekam. Am nächsten Tag fuhr er nach Marseille, wo er in den nächsten sieben Monaten versuchte, die notwendigen Papiere für die Ausreise zu erlangen. Durch die Hilfe von Varian Fry bekam er Mitte Oktober ein US-Visum, jedoch kein Ausreisevisum. Dieses Visa de sortie bekam er erst im Januar 1941. Am 18. Februar war er in Casablanca, Ende März in Lissabon. Mit der SS Guiné landete er schließlich am 15. April in New York.

## New York
Er ließ sich in New York nieder, im Hotel Park Plaza am Central Park (50 West 77th Street), wo er bis 1967 wohnen bleiben sollte. Noch im selben Jahr unternahm er mit seinem Freund Conrad Lester eine Autoreise nach Kalifornien, um das Land kennenzulernen. Lester ließ sich in Beverly Hills nieder, wo auch Morgenstern von Herbst 1941 bis Mai 1943 blieb. Trotz der Nähe zu Freunden wie Alma Mahler-Werfel gefiel es ihm in Kalifornien nicht, und er ging nach New York zurück. In diesen Jahren 1941 bis 1943 hatte er den stark autobiographischen Bericht Flucht in Frankreich verfasst, in dem er einen nichtjüdischen Schriftsteller seine eigenen Erlebnisse auf der Flucht schildern ließ, der jedoch unpubliziert blieb. 1946 erschien der erste Band von Der Funken im Abgrund in englischer Übersetzung, 1947 und 1950 auch die beiden weiteren Teile.
Ab 1946 betrachtete Morgenstern sich als Bürger der Vereinigten Staaten. 1947 zogen seine Frau und sein Sohn nach New York. Seine Frau nahm sich eine Wohnung, während Morgenstern im Hotel wohnen blieb. Morgenstern wurde als „Frauenheld“ geschildert, er hatte langjährige Freundinnen wie Nora Koster und Lotte Andor, der er auch den Großteil seiner Autobiographie diktierte.
Die Blutsäule
1948 begann er mit dem Buch Die Blutsäule, ein Versuch der Bewältigung der aus Europa gekommenen Nachrichten über die Shoah. Neben seinem Bruder Moses waren seine Mutter 1942 in KZ Theresienstadt und seine Schwester Helena 1942 in KZ Auschwitz-Birkenau ums Leben gekommen. Von seiner Familie hatte außer ihm nur seine Schwester Klara in Palästina überlebt. Diese Erfahrung sollte Morgensterns weiteres Leben prägen: „Wie oft in den letzten Jahren denke ich an Selbstmord. Seit 1945 verging kaum ein Tag ohne solchen Gedanken. Es ist kein Vorsatz dahinter, kein Entschluß, kein Vorhaben. Nur kann ich kein anderes Ende für mich sehen. (…) Im Grunde war es schon so in Paris. So lange ist es schon!“ (Amerikanisches Tagebuch, Eintrag vom 18. Mai 1949, S. 34 (Nachlass).)
In Die Blutsäule schildert er ein ostgalizisches Dorf am Ende des Zweiten Weltkrieges. In einer Synagoge kommen deutsche Soldaten, SS-Leute, zwei christliche Priester und einige überlebende Juden zu einer Art Gerichtsverhandlung zusammen. Die Frage ist jedoch nicht nach der Schuld, sondern nach dem religiösen Sinn der Verbrechen, einen Sinn, den es nicht geben kann. Mit großer Überwindung entschloss er sich dazu, das Buch in Deutsch zu schreiben, die Sprache der „nazistischen Mordbrenner“. Er beendete das Buch erst nach fünf Jahren, es erschien 1955 auf Englisch unter dem Titel The Third Pillar bei der Jewish Publication Society of America. Der Text steht in geblockten Absätzen, auch isolierte Abschnitte gewinnen eine eigene Aussage, ähnlich Bibelstellen. Morgenstern vermischt auch Fakten des Krieges mit bibelähnlichen Legenden.
Erst 1964 kam eine deutsche Ausgabe heraus, 1963 und 1965 gab es ein deutsches Hörspiel. 1976 erschien in Tel Aviv eine Ausgabe in atavistischem Hebräisch, auf Wunsch Morgensterns nicht in Iwrit. Passagen aus dem Buch wurden in ein jüdisches Gebetbuch aufgenommen und sind Bestandteil einer speziellen Liturgie für Jom Kippur. Für Morgenstern bedeutete dies eine große Auszeichnung.
Morgenstern besuchte Europa noch dreimal: 1950, als er auch seine Schwester in Palästina besuchte, sowie 1957 und 1968. Seine Heimat Ostgalizien sah er jedoch nicht mehr wieder.
Die Blutsäule sollte Morgensterns letzte Veröffentlichung bleiben. Er arbeitete in den folgenden Jahren an seiner Autobiographie, die jedoch unvollendet blieb. In den frühen 1970er Jahren stellte er aus dem Material zwei Bände zusammen über seine Freunde Alban Berg und Joseph Roth. Parallel dazu arbeitete er ab den 1960er Jahren am Roman Der Tod ist ein Flop, der ein Fragment bleiben sollte. In eine Rahmenhandlung eingebettet finden sich hier Morgensterns religiös-philosophische Reflexionen über den Tod.
In New York hatte sich Morgenstern einen Freundeskreis aufgebaut, ähnlich wie in Wien. Zu ihnen zählten Al Hirschfeld, der Karikaturist der New York Times, und Brooks Atkinson, der Theaterkritiker dieser Zeitung. Auch sein Jugendfreund Karol Rathaus lebte in New York, und mit Alma Mahler-Werfel frühstückte er jeden Sonntag. Er hielt auch 1964 eine Totenrede auf sie. Sein Talent als Erzähler machte ihn zu einem beliebten Party-Gast, auch wenn er recht streitbar war. Phasen, in denen er als Unterhalter brillierte, wechselten jedoch mit tiefen Depressionen ab.
Er schlug Möglichkeiten, als Journalist zu arbeiten, aus, da er sich als Schriftsteller sah. Da sich seine Bücher kaum verkauften bzw. keine Neuauflagen erlebten, war er auf eine kleine Alterspension sowie auf Unterstützung durch Freunde angewiesen. Ab 1959 erhielt er von der Bundesrepublik eine „Wiedergutmachungsrente“.
Nach einem Herzanfall 1967 zog er zu seiner Frau. Am 17. April 1976 starb Soma Morgenstern, dem die New York Times drei Tage später einen Nachruf widmete.
Soma Morgenstern war mittlerweile ein „Autor“ geworden, der zwanzig Jahre ohne ein Werk geblieben war. Sein ganzes Œuvre hatte er einer einzigen Idee gewidmet, dem Ostjudentum, einer in der Shoah untergegangenen Welt.
Erst in den 1990er Jahren wurde das Werk Soma Morgensterns von Ingolf Schulte im Dietrich zu Klampen Verlag herausgegeben. Die meisten Werke erschienen das erste Mal auf Deutsch.
Sein Sohn Dan Morgenstern war ein bedeutender Jazzfachmann und Leiter des Institute of Jazz Studies an der Rutgers University.

## Weitere Werke
Flucht in Frankreich
Flucht in Frankreich trägt stark autobiographische Züge. Der nichtjüdische Schriftsteller Petrykowsky erzählt in Ich-Form seine Erlebnisse in Frankreich 1939/40. Neben Petrykowsky trägt auch die Figur des S. Morgenroth Züge von Morgenstern. Die wirklichen Ereignisse und Personen sind nur leicht verfremdet. Leonhard Frank kommt als silberhaariger Dichter vor, der Journalist Jakob Altmaier tritt als Radiosprecher Paul Alter auf. Besonders eindringlich ist die Schilderung des Lagerlebens in Audierne. Das Werk entstand 1941 bis 1943 in den USA, wurde aber erst 1998 im Zuge der Werkausgabe erstmals veröffentlicht.
Auflistung der Werke

Werkausgabe:

Der Dietrich zu Klampen-Verlag in Lüneburg hat eine elfbändige Werkausgabe herausgegeben, die zu einem Großteil die Erstpublikation der Werke Morgensterns darstellt:
- Romantrilogie Funken im Abgrund
  - Band I Der Sohn des verlorenen Sohnes. zu Klampen, Lüneburg 1996 ISBN 3-924245-38-X (Erstausgabe 1935 im Verlag Erich Reiss, Berlin).
  - Band II Idyll im Exil Lüneburg 1996 ISBN 3-924245-39-8.
  - Band III Das Vermächtnis des verlorenen Sohnes ebd. 1996 ISBN 3-924245-40-1. (Auf Englisch: Testament of the lost son. Jewish Publication Society of America, Philadelphia PA 1950).
- Flucht in Frankreich. Ein Romanbericht. Lüneburg 1998, ISBN 3-924245-42-8 (u. a. Ausgaben).
- Der Tod ist ein Flop. Roman. Lüneburg 1999, ISBN 3-924245-43-6 (als Taschenbuch Aufbau 2001).
- Die Blutsäule. Zeichen und Wunder am Sereth. Roman. Lüneburg 1997, ISBN 3-924245-41-X (u. a. Auflagen).
- Joseph Roths Flucht und Ende. Erinnerungen. 1994, ISBN 3-924245-35-5, (Taschenbuch im Aufbauverlag 1998, Kiepenheuer&Witsch 2008).
- Alban Berg und seine Idole. Erinnerungen und Briefe. ebd. 1995, ISBN 3-924245-36-3 (u. a. Ausgaben).
- In einer anderen Zeit. Jugendjahre in Ostgalizien. Lüneburg 1995, ISBN 3-924245-37-1.
- Dramen. Feuilletons. Fragmente. Lüneburg 2000, ISBN 3-924245-44-4.
- Kritiken. Berichte. Tagebücher. Lüneburg 2001, ISBN 3-924245-45-2.

Werke in Einzelausgaben:
- Die Blutsäule. Zeichen und Wunder am Sereth. Roman. Verlag Hans Deutsch, Wien, Stuttgart, Zürich 1964.

Englische Übersetzung als The Third Pillar. Farrar, Straus & Cudahy, New York 1955.